# George Eric Deacon Alcock
George Eric Deacon Alcock (Peterborough, 28 agosto 1912 – 15 dicembre 2000) è stato un astronomo amatoriale inglese, di professione insegnante.
George Alcock è stato uno dei più famosi astrofili inglesi: ha osservato in particolare meteore, nove e comete. Era soprannominato Geda (dalle iniziali dei suoi nomi e del cognome).

## Biografia
Si è sposato con Mary Green nel 1941, è rimasto vedovo nel 1991. Non ha avuto figli. Durante la Seconda guerra mondiale ha servito nella RAF subendo 3 corti marziali.
Oltre che di astronomia, Alcock si interessò anche di meteorologia, di botanica, di ornitologia, di geologia e di architettura, in particolare delle chiese, e nel 1950 ha scoperto un tratto di una strada romana.
Dal 1935 è stato un membro della British Astronomical Association (BAA), dal 1957 della Royal Astronomical Society, della Royal Geographical Society e della Royal Meteorological Society.

## Attività astronomica
Ha cominciato ad interessarsi di Astronomia dopo aver assistito all'eclisse parziale di Sole dell'8 aprile 1921. Ha cominciato a studiare le meteore nel 1931, dal 1953 cominciò a cercare comete e dal 1955 anche nove, queste ultime soprattutto dal 1965 .
Alcock ha scoperto la sua prima cometa dopo 646 ore di osservazioni in 560 notti. Alcock ha scoperto circa 500 errori od omissioni di stelle nel catalogo stellare Atlas Coeli.

## Scoperte
Alcock ha scoperto o coscoperto ufficialmente cinque comete e cinque nove. In ordine cronologico di scoperta:
| Tipo di oggetto | Designazione o denominazione | Anno della scoperta | Fonti                  | Coscopritori        |
| --------------- | ---------------------------- | ------------------- | ---------------------- | ------------------- |
| cometa          | C/1959 Q1 Alcock             | 1959                | [ 9 ]                  | -                   |
| cometa          | C/1959 Q2 Alcock             | 1959                | [ 10 ]                 | -                   |
| cometa          | C/1963 F1 Alcock             | 1963                | [ 11 ]                 | -                   |
| cometa          | C/1965 S2 Alcock             | 1965                | [ 12 ]                 | -                   |
| nova            | HR Del                       | 1967                | Circolare IAUC n. 2022 | -                   |
| nova            | LV Vul                       | 1968                | Circolare IAUC n. 2066 | -                   |
| nova            | V368 Sct                     | 1970                | [ 13 ]                 | -                   |
| nova            | NQ Vul                       | 1976                | [ 14 ]                 | -                   |
| cometa          | C/1983 H1 IRAS-Araki-Alcock  | 1983                | [ 15 ]                 | Genichi Araki, IRAS |
| nova            | V838 Her                     | 1991                | [ 16 ]                 | Matsuo Sugano       |

Oltre a queste scoperte ufficiali Alcock ha fatto altre due scoperte non riconosciute ufficialmente:
- il 15 ottobre 1966 osservò una cometa ma non riuscì a confermarla, la cometa fu fotografata dall'astronomo polacco Konrad Rudnicki prendendo quindi il suo nome, C/1966 T1 Rudnicki [6].
- il 30 gennaio 1985 Alcock fece una scoperta indipendente dell'outburst della nova ricorrente RS Ophiuchi [17].

## Riconoscimenti
- Alcock ha ricevuto tre volte la Medaglia Merlin assegnata dalla British Astronomical Association, nel 1961, nel 1972 e nel 1992[2].
- Alcock ha anche ricevuto tre volte, nel 1976, nel 1979 (consegnatagli nel 1981) e nel 1991 la Nova Award Plaque della American Association of Variable Star Observers (AAVSO) [18].
- Nel 1963 ha ricevuto la Medaglia Jackson-Gwilt della Royal Astronomical Society [19].
- Nel 1976 ha ricevuto il Walter Goodacre Award della British Astronomical Association [20].
- Nel 1979 è stato nominato membro dell'Ordine dell'Impero Britannico[21].
- Nel 1981 ha ricevuto il Premio per il miglior risultato amatoriale dalla Società Astronomica del Pacifico[22].
- Nel 1987 gli è stato dedicato un asteroide, 3174 Alcock[23].
- Nel 2005 gli è stata dedicata una targa nella cattedrale di Peterborough [24].
- Gli è stato intitolato un premio, il George Alcock Award [25].